# Kaliumtitanoxid
Kaliumtitanoxid ist eine chemische Verbindung des Kaliums aus der Gruppe der Titanate.

## Gewinnung und Darstellung
Kaliumtitanoxid kann durch Reaktion von Natriumtitanoxid mit Kaliumhydroxid gewonnen werden. Ebenfalls möglich ist die Darstellung durch die Reaktion von Kaliumcarbonat oder Kaliumfluorid mit Titandioxid bei hohen Temperaturen.

## Eigenschaften
Kaliumtitanoxid ist ein farbloser Feststoff. Er besitzt eine monokline Kristallstruktur mit der Raumgruppe C2/m (Raumgruppen-Nr. 12).

## Verwendung
Kaliumtitanoxid kann als Isoliermaterial und Katalysatorträgermaterial verwendet werden.

## Verwandte Verbindungen
Laut einigen Quellen lassen sich neben K2Ti6O13 (K2O·6TiO2) weitere Kaliumtitanate der Form K2O·nTiO2 mit n=1, 2, 4, 6, 8, 10 und 12 darstellen, wovon die Verbindungen mit n = 4 und 6 die größte praktische Bedeutung besitzen.

## Risikobewertung
Kaliumtitanoxid wurde 2014 von der EU gemäß der Verordnung (EG) Nr. 1907/2006 (REACH) im Rahmen der Stoffbewertung in den fortlaufenden Aktionsplan der Gemeinschaft (CoRAP) aufgenommen. Hierbei werden die Auswirkungen des Stoffs auf die menschliche Gesundheit bzw. die Umwelt neu bewertet und ggf. Folgemaßnahmen eingeleitet. Ursächlich für die Aufnahme von Kaliumtitanoxid waren die Besorgnisse bezüglich Exposition von Arbeitnehmern sowie der vermuteten Gefahren durch krebserregende Eigenschaften. Die Neubewertung läuft seit 2017 und wird von Frankreich durchgeführt. Um zu einer abschließenden Bewertung gelangen zu können, wurden weitere Informationen nachgefordert.